# Carlomán (hijo de Carlos Martel)

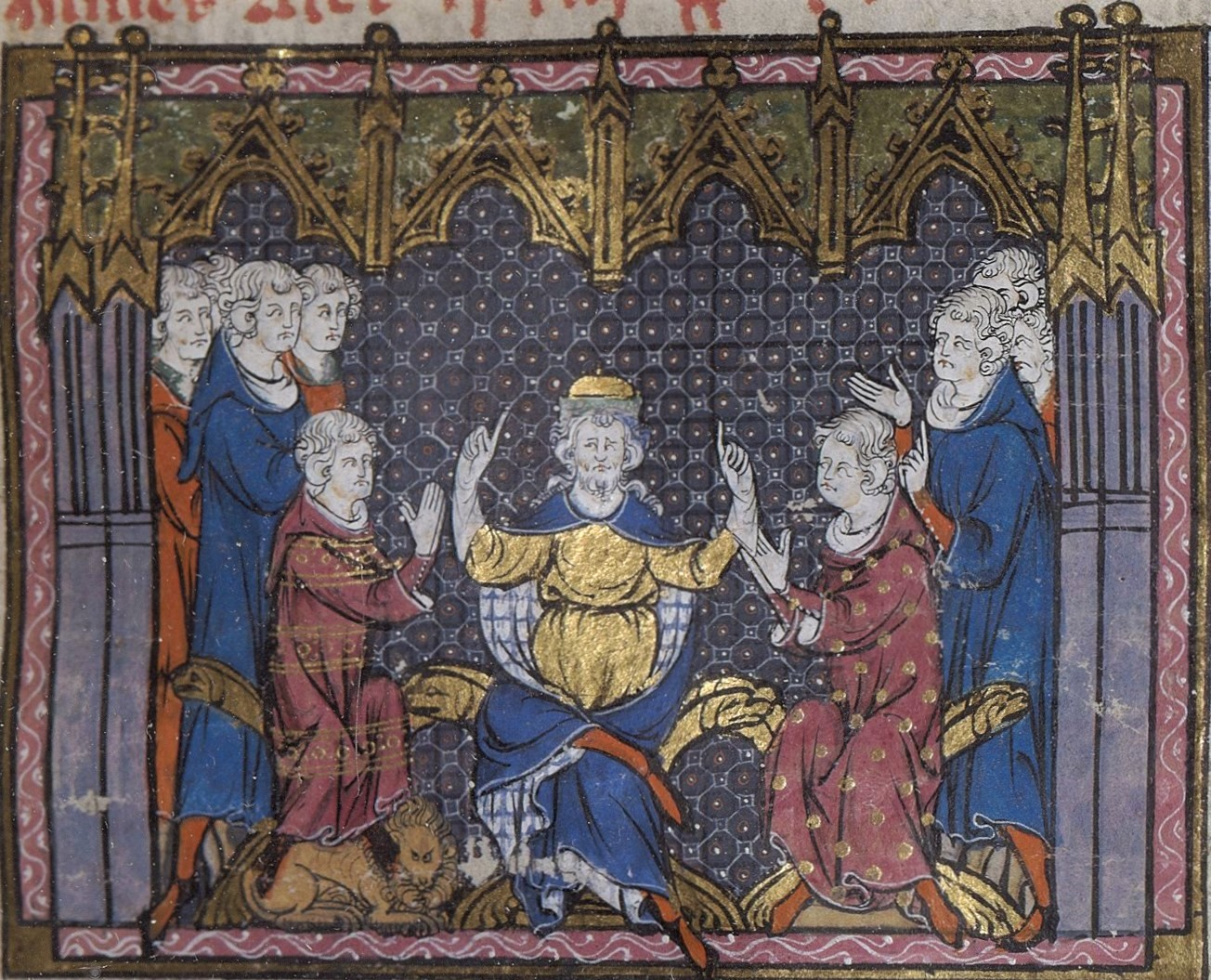
Carlos Martel divide el reino entre Pipino el Breve y Carlomán

Carlomán (circa 715-17 de agosto 754), hijo mayor de Carlos Martel y de Rotrudis de Tréveris, hermano de Pipino el Breve, fue mayordomo de palacio de Austrasia de 741 a 747.
Heredó en 741 Austrasia, Suabia y Turingia, que gobernó como soberano pero sin ostentar el título de rey. Tuvo que mantener continuas luchas con Alamannia, los pueblos de Aquitania, los bávaros y los sajones, derrotándolos a todos.
Fue el promotor de una reforma eclesiástica impulsada por San Bonifacio de la que fue protector. En 744 cedió el territorio en el que se construiría la abadía de Fulda, y llevó a cabo, a partir del concilio germánico de 742, una ambiciosa política de moralización de las costumbres de los clérigos, de respeto a los bienes de la iglesia y de las sedes episcopales, con frecuencia en manos de los laicos.
Tras los múltiples combates librados, renuncia al poder para hacerse religioso. Se entrevista con el Papa Zacarías para solicitar la clericatura y se retira en la abadía de Montecassino en 747, dejando en manos de Pipino el Breve todas sus posesiones.
En 753, es enviado a Francia con una misión de paz, y muere en Vienne en 754. Fue enterrado en Montecassino.
Su hijo, Drogón, fue desposeído del poder por su tío Pipino el Breve.